# Tachysurus adiposalis
Tachysurus adiposalis is een straalvinnige vissensoort uit de familie van de stekelmeervallen (Bagridae). De wetenschappelijke naam van de soort is voor het eerst geldig gepubliceerd in 1919 door Oshima.